# Sajf Ali
Sajf Ali (arab. سيف علي) – wieś w Syrii, w muhafazie Aleppo, w dystrykcie Ajn al-Arab. W 2004 roku liczyła 984 mieszkańców.